# Korytárky
Korytárky – wieś (obec) na Słowacji położona w kraju bańskobystrzyckim, w powiecie Detva. Pierwsze wzmianki o miejscowości pochodzą z roku 1993. 
Według danych z dnia 31 grudnia 2012, wieś zamieszkiwało 945 osób, w tym 464 kobiety i 481 mężczyzn.
W 2001 roku rozkład populacji względem narodowości i przynależności etnicznej wyglądał następująco:
- Słowacy – 99,32%
- Czesi – 0,39%
- Węgrzy – 0,1%

Ze względu na wyznawaną religię struktura mieszkańców kształtowała się w 2001 roku następująco:
- Katolicy rzymscy – 96,71%
- Ewangelicy – 1,16%
- Ateiści – 0,97%
- Nie podano – 1,16%